# کریم‌آباد (گاریزات)
کریم‌آباد روستایی در دهستان گاریزات بخش گاریزات شهرستان تفت استان یزد ایران است.

## جمعیت
بر پایه سرشماری عمومی نفوس و مسکن در سال ۱۳۹۵ جمعیت این روستا کمتر از ۳ خانوار بوده‌است.